# Cegamento

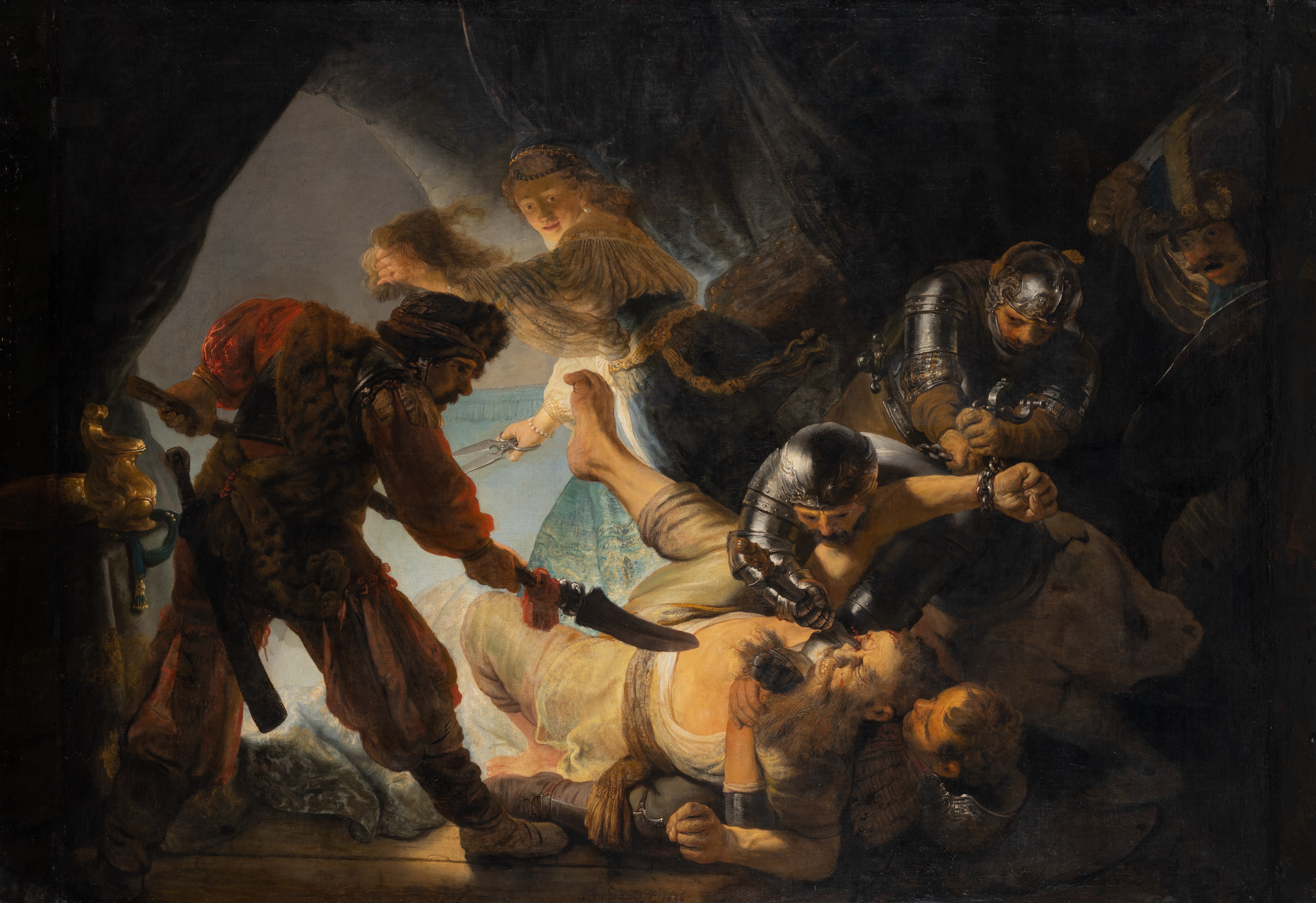
O cegamento de Sansão. Rembrandt van Rijn, 1636, Städel Frankfurt

Cegamento é um tipo de punição física que resulta na perda completa ou quase completa da visão. Foi usado como um ato de vingança e tortura. A punição é usada desde a Antiguidade; a mitologia grega faz várias referências à cegueira como punição divina, o que reflete a prática humana.
No Império Bizantino e em muitas outras sociedades históricas, o cegamento era realizado arrancando os olhos, às vezes usando um atiçador de braza ainda quente, e despejando uma substância fervente, como vinagre, sobre eles.

## Mitologia e direito religioso
Édipo arrancou os próprios olhos após cumprir acidentalmente a profecia de que acabaria matando seu pai e se casando com sua mãe. Na Bíblia, Sansão ficou cego ao ser capturado pelos filisteus.
Os primeiros cristãos eram frequentemente cegados como penalidade por suas crenças. Por exemplo, os torturadores de Santa Luzia arrancaram-lhe os olhos.

## História
Na Idade Média, o cegamento era usado como penalidade por traição ou como meio de tornar um oponente político incapaz de governar e liderar um exército na guerra.
Após a deserdação e subsequente rebelião de Bernardo da Itália, Luís, o Piedoso, tentou cegá-lo, mas o procedimento foi malfeito, matando-o.
Após a Batalha de Clídio de 1014, o imperador bizantino Basílio II capturou vários milhares de soldados do Império Búlgaro. Ele os colocou em grupos de 100 e cegou 99 em cada grupo. Os últimos soldados tiveram apenas um olho arrancado e esses homens de um olho receberam ordens de levar seus amigos cegos de volta ao seu comandante. Isso rendeu ao Imperador Basílio II o apelido de "Matador de Búlgaros".
Henrique I da Inglaterra cegou Guilherme, Conde de Mortain, que lutou contra ele em Tinchebray em 1106. Ele também ordenou o cegamento e a castração como punição para os ladrões.
Mahmud Shah Durrani, o imperador afegão do Império Durrani, cegou seu irmão e antigo governante, Zaman Shah Durrani, para desqualificá-lo da sucessão ou de disputar seu poder novamente.

## Era moderna
O cegamento sobrevive como uma forma de penalidade na era moderna, especialmente no subcontinente indiano. Em 2003, um tribunal paquistanês condenou um homem à cegueira após ter submetido a sua noiva a um ataque com ácido, o que resultou na perda da visão dela.
O homem que cegou Ameneh Bahrami num ataque com ácido foi condenado à cegueira por um tribunal iraniano em 2009; Bahrami acabou por perdoar o agressor.